# Actinodaphne solomonensis
Actinodaphne solomonensis är en lagerväxtart som beskrevs av C. K. Allen. Actinodaphne solomonensis ingår i släktet Actinodaphne och familjen lagerväxter. Inga underarter finns listade i Catalogue of Life.